# Daredevil (película)
Daredevil es una película estadounidense de superhéroes de 2003 escrita y dirigida por Mark Steven Johnson. Basada en el personaje de Marvel Comics del mismo nombre, está protagonizada por Ben Affleck como Matt Murdock, un abogado ciego que lucha por la justicia en el tribunal y en las calles de Nueva York como el vigilante enmascarado Daredevil. Jennifer Garner interpreta a su interés amoroso Elektra Natchios; Colin Farrell interpreta al despiadado asesino Bullseye, David Keith interpreta a Jack "El Diablo" Murdock, un luchador sin rumbo y el padre de Matt, y Michael Clarke Duncan interpreta a Wilson Fisk, también conocido como el señor del crimen Kingpin.
Como curiosidad cabe destacar que los títulos de crédito están correctamente transcritos en sistema Braille de seis puntos estadounidense. Una película spin-off sobre Elektra, fue estrenada en 2005 siendo un fracaso crítico y comercial.

## Sinopsis
Abogado durante el día, Matt Murdock (Ben Affleck) se enfunda el traje de Daredevil durante la noche para ayudar a quienes lo necesitan en el barrio neoyorkino de Hell’s Kitchen. Las artes marciales no son su única habilidad: Murdock es ciego, pero lograr ver dibujadas las siluetas gracias a su desarrollado sentido del oído.
Cuando descubre que el empresario Wilson Fisk (Michael Clarke Duncan) es Kingpin, el mafioso que está detrás del asesinato de su padre, decide cobrarse venganza. Tendrá como aliada a otra víctima de su enemigo: Elektra Natchios (Jennifer Garner), hija de un antiguo socio de Kingpin. Pero, para acabar con él, antes tendrán que luchar contra otro asesino: Bullseye (Colin Farrell).

## Argumento
En una iglesia una noche aparece herido Daredevil comenzando años antes donde Matt Murdock ve a su padre Jack "El Diablo" Murdock un boxeador dando una paliza por encargo de la mafia, al huir le es derramado en la cara residuos tóxicos que lo dejan ciego pero a la vez aumenta sus otros sentidos y le da un sexto sentido tipo sonar a través de vibraciones sónicas desde ese momento su padre jura retomar el camino y por ello gana una pelea en que es obligado a perder durante esa noche es asesinado dejando el asesino solo una rosa desde entonces prometió detener todos los delitos.
Años después Murdock es un abogado de Hell's Kitchen de la ciudad de Nueva York donde dirige un Bufete de abogados con su socio y mejor amigo Franklin "Foggy" Nelson y por las noches es un vigilante protector conocido como Daredevil siendo buscado por el periodista Ben Urich un día en la cafetería conoce a Elektra Natchios hija de Nikolas Natchios un hombre de negocios que tiene tratos con Wilson Fisk que a la vista de la gente es un respetable empresario pero en realidad es el criminal conocido como Kingpin, el mismo mafioso que asesinó al padre de Matt. Cuando Natchios intenta acabar su relación con Fisk, él contrata al mejor asesino y tirador irlandés conocido como Bullseye para matar a él y a su familia por querer acabar con esa relación.
Mientras Matt y Elektra tienen una relación romántica, durante una fiesta en la que esta el padre de Elektra son atacados por Bullseye interviniendo Daredevil en la pelea Bullseye asesina a Nikolas con el bastón de Murdock siendo acusado de su muerte pero Urich le advierte a Matt, al descubrir su identidad secreta (cuando su arma se transforma en el bastón de Murdock), lo que Kingpin pretende dándose cuenta de que Elektra también está en peligro que, creyendo que Daredevil es el asesino de su padre, se entrena con sus Sai para enfrentarlo.

## Reparto

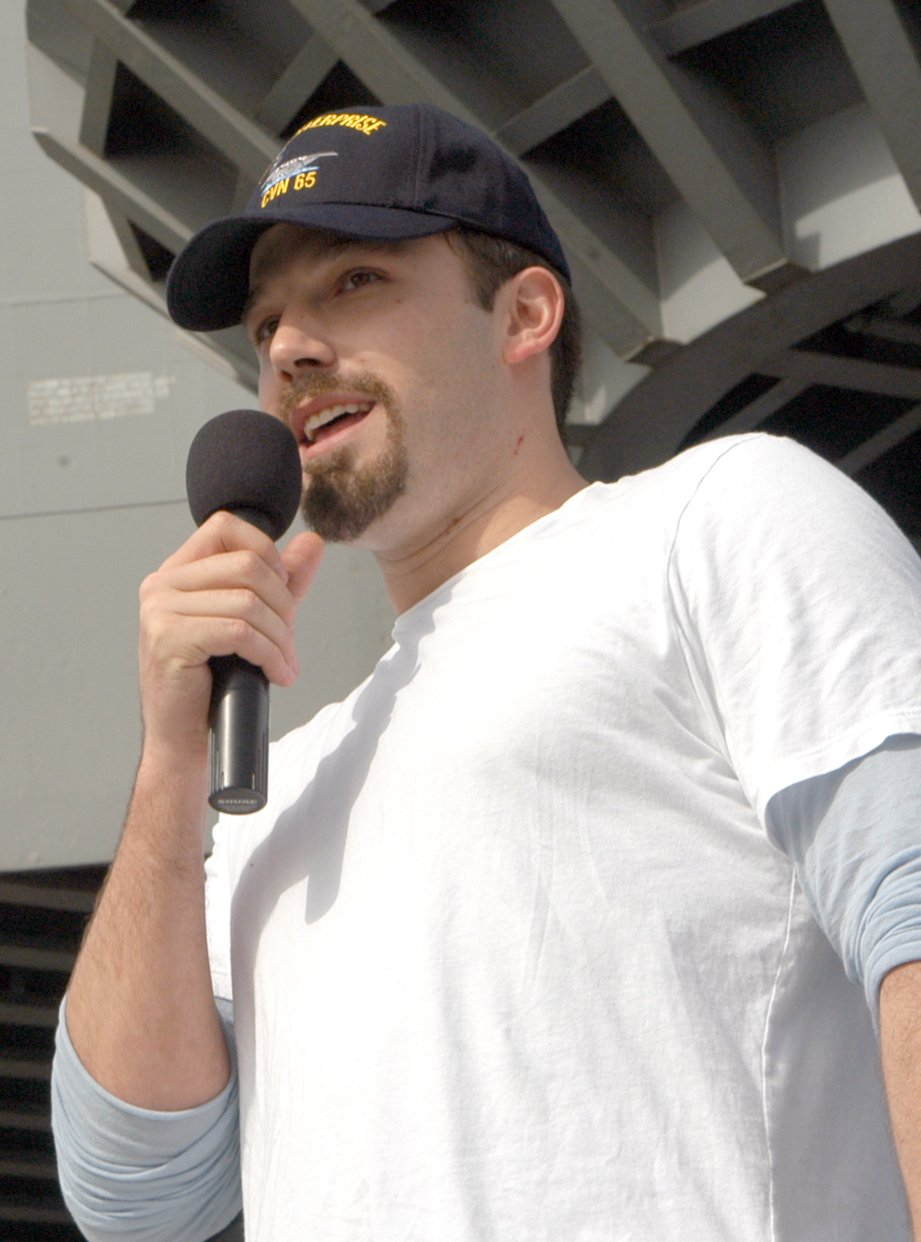
Ben Affleck.

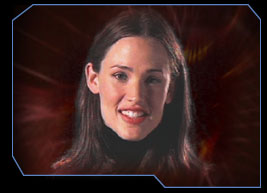
Jennifer Garner, la actriz que interpreta a Elektra Natchios.

| Actor                 | Personaje                     | Doblaje México     | Doblaje España      |
| --------------------- | ----------------------------- | ------------------ | ------------------- |
| Ben Affleck           | Matt Murdock / Daredevil      | René García        | Óscar Barberán      |
| Jennifer Garner       | Elektra Natchios              | Carola Vázquez     | Marta Barbará       |
| Michael Clarke Duncan | Wilson Fisk / Kingpin         | Sebastián Llapur   | Pepe Mediavilla     |
| Colin Farrell         | Bullseye                      | Humberto Solórzano | Sergio Zamora       |
| Joe Pantoliano        | Ben Urich                     | Eduardo Giaccardi  | Antonio Lara        |
| Jon Favreau           | Franklin "Foggy" Nelson       | Humberto Vélez     | Rafael Calvo        |
| David Keith           | Jack Murdock                  | Rubén Trujillo     | Salvador Vidal      |
| Erick Avari           | Nikolas Natchios              | Raúl de la Fuente  | Adriá Frías         |
| Derrick O'Connor      | Padre Everett                 | Germán Robles      | Fernando Guillén    |
| Ellen Pompeo          | Karen Page                    | Rosalba Sotelo     |                     |
| Leland Orser          | Wesley Owen Welch             | Alejandro Illescas | José Javier Serrano |
| Kevin Smith           | Jack Kirby (Ayudante forense) |                    | Javier Viñas        |
| Lennie Loftin         | Nick Manolis                  |                    | Ricky Coello        |
| Paul Ben-Victor       | José Quesada                  | Mario Arvizu       | Alfonso Vallés      |
| Scott Terra           | Matt Murdock joven            | Arturo Castañeda   | Ian Lleonart        |
| Frankie Jay Allison   | Padre abusivo                 |                    |                     |

## Producción

### Desarrollo
En 1997, 20th Century Fox obtuvo los derechos de Marvel Enterprises, y Chris Columbus fue escogido para dirigir la película. En 1998, Marvel se enfrentaba a la bancarrota. Durante este tiempo, la 20th Century Fox permitió que la opción caduque, por lo que Disney inició negociaciones para adquirir los derechos. En 1999, las negociaciones no lograron resolverse de manera que Marvel establece el proyecto con Sony's Columbia Pictures. Durante este tiempo, Chris Columbus y Carlo Carlei coescribieron un guion juntos, antes de que Mark Steven Johnson quedó firmado para escribir el guion. En 2000, Sony decidió cancelar el proyecto, ya que las dos empresas al parecer no pudieron llegar a un acuerdo sobre los derechos de Internet.
New Regency entró en negociaciones con una oferta más satisfactoria, la consecución de los derechos de los personajes de Marvel en 2000 para producir la película, con la 20th Century Fox el manejo de la distribución. Mark Steven Johnson fue contratado de nuevo y su guion se convirtió en el año 2001, que fue elogiado por Ain't It Cool News' Harry Knowles. Antes del rodaje, el productor Gary Foster dijo que en comparación con otras películas basadas en cómics que tenía ante sí, esta película sería "más basada en los personajes... más oscuro... más afilado", mientras que Marvel Studios el ejecutivo Kevin Feige consideró que el guion era uno de los guiones de historietas más fuertes que Marvel había recibido.

### Rodaje
En un principio 20th Century Fox quería comenzar a filmar la película en Canadá con el fin de ahorrar presupuesto. Su plan consistía en que el rodaje se llevara a cabo en unos estudios de Vancouver y Montreal y luego trasladar al equipo a Estados Unidos para rodar durante dos semanas en Los Ángeles y quizás en Nueva York, lugar donde transcurre el cómic. No obstante, el director Mark Steven Johnson encontró un área mejor ubicada en el centro de Los Ángeles con "edificios viejos de ladrillo y grandes techos para rodar" que, según la opinión del director de fotografía Ericson Core, eran perfectos para representar la Cocina del Infierno, Manhattan, en comparación con los estudios de Montreal y Vancouver. Debido a su insistencia y al desinterés del actor Ben Affleck en filmar en Canadá (pues acababa de terminar allí su anterior película, La suma de todos los miedos), convencieron a Fox para cambiar el lugar.
Tres meses antes del inicio del rodaje, Affleck comenzó a entrenar para acondicionar su físico al de su personaje. El coordinador de especialistas Jeff Imada y el entrenador Dave Lea fueron los encargados de diseñar la forma de luchar de Daredevil, para la cual usaron multitud de estilos como el boxeo o el Kung Fu; además, se ocuparon de enseñar a Affleck dichos estilos de lucha para que pudiera filmar las escenas de acción, coreografiadas por Cheung Yan Yuen.

"Creamos una combinación de peleas callejeras, riñas carcelarias, lucha con los puños, varios estilos de Kung Fu y estilos de boxeo. Para Daredevil, todas las peleas son diferentes. Él usa lo que necesita usar cada vez, y recibe tanto como golpea. Daredevil puede resultar fluido y grácil o ser sucio y tosco."
Dave Lea.

Cuando el aspecto general de la película se decidió, Johnson optó por el uso de escenas sacadas directamente de los cómics de Daredevil, por ejemplo del número Guardian Devil de Joe Quesada. El actor invidente Tom Sullivan ayudó a Affleck y a Scott Terra, intérprete a Matt Murdock de joven, a actuar como si fueran ciegos.

### Banda sonora
La banda sonora de Daredevil fue escrito por Graeme Revell y puesto a la venta el 4 de marzo de 2003. Se sintió atraído por el enfoque de "humanidad" en Daredevil, roto emocionalmente y físicamente por su condición de superhéroe. Avi Arad pidió a Revell concentrarse más en las emociones de Daredevil y Elektra, mientras que Mark Steven Johnson quería mantenerse alejados de cualquier clichés de películas góticas y de acción. Revell trato de evitar demasiados motivos individuales, pero algunos personajes tendría un sonido identificable, como Bullseye tendría matices de guitarra, mientras Kingpin tendría golpes bajos. El guitarrista Mike Einziger de Incubus colaboró con Revell para cualquier elemento de rock adicionales. Revell disfruto mucho trabajando con Johnson, describe al director de "positivo" y "sensible" a la hora de experimentar (en oposición a sentirse "encerrado en una caja de ideas preconcebidas") que a su juicio conducen a "cosas interesantes". Varèse Sarabande armó el récord de puntuación.
Esta lista abarca toda la banda de sonido de la película
1. Evanescence - My Immortal
2. Fuel - Won't Back Down
3. The Calling - For You
4. Saliva - Bleed For Me
5. Seether - Hang On
6. Nickelback - Learn The Hard Way
7. Drowning Pool Feat. Rob Zombie - The Man Without Fear
8. Nappy Roots Feat. Marcos Curiel - Right Now
9. Moby - Evening Rain
10. Chevelle - Until You're Reformed
11. Hoobastank - Right Before Your Eyes
12. Paloalto - Fade Out/In
13. Revis - Caught In The Rain
14. Boysetsfire - High Wire Escape Artist
15. Autopilot Off - Raise Your Rifles [Remix]
16. Graeme Revell And Mike Einziger - Daredevil Theme (Blind Justice Remix)
17. Evanescence - Bring Me to Life
18. Finger Eleven - Sad Exchange
19. Endo - Simple Lies
20. 12 Stones - Let Go

## Lanzamiento

### Recaudación
Daredevil se estrenó el 14 de febrero de 2003, en 3.471 salas. La película se llevó el primer puesto en su semana de estreno, recaudando $45.033.454 dólares. En ese momento, se convirtió en el segundo mayor estreno de febrero detrás de Hannibal. Para el segundo fin de semana de la película se produjo un descenso del 55,1% de la recaudación, pero se las arregló para mantener el primer puesto, superando a la nueva versión de Old School por $639.093 dólares. Para el tercer fin de semana, Daredevil vio una mayor caída de 38,5% en las ventas, por lo que cayó al tercer lugar en la taquilla. La película recaudó más de $102 millones en América del Norte, y más de $76 millones en el resto del mundo, para un total de recaudación de $179 millones, recaudando más del doble de su presupuesto de $78 millones. Avi Arad dirigió el éxito del primer puesto por el que "somos cinco para cinco con éxitos récord de taquilla [con Blade, X-Men, Blade II después de Spider-Man] y tener dos estrenos más de Marvel programadas para este verano [que son X-Men 2 y Hulk]. Es un testimonio del gran atractivo de estos personajes ante las audiencias de corriente fuera de los fans de los cómics fundamentales. Estos superhéroes han tenido éxito en el panteón Marvel durante décadas; que sólo tiene sentido que sus traslado a la pantalla grande son tan fructífera".
Debido a las escenas de violencia de la película, Daredevil fue prohibida en Malasia. 20th Century Fox ha hecho un llamado a la junta de censura de Malasia para cambiar su decisión, con la esperanza de que la película se estrenara en Malasia el 27 de febrero de 2003. El periódico malayo The Star también señaló que la prohibición de la película se debía a "centrarse en las relaciones de una sociedad secreta", así como alguna sensualidad. El artículo critica la Junta de Censura Cinematográfica de Malasia por tener estas razones para prohibir la película, pero al mismo tiempo permite que películas como Destino final 2, que contenía el contenido violento y Infernal Affairs, que se centró en las relaciones de una sociedad secreta, antes de sugerir que la junta debería haber considerado la prohibición de El Señor de los Anillos: las dos torres "que tienen escenas que contengan violencia con armas y las manos", una cita directa de que el artículo citado como otra razón por Daredevil fue prohibido.

### Versión del director
La Versión del director de la película fue anunciada para un lanzamiento en DVD la primavera de 2004. Esta versión contiene nuevas adiciones como escenas inéditas y una subtrama eliminada, y tenía que ser un poco más oscura con una calificación R. La película, estrenada en formato de pantalla ancha 2.35:1, fue puesta en libertad con DTS y sonido Dolby Digital. La nueva versión de la película grabó comentarios para acompañarla, con Mark Steven Johnson y Avi Arad. Un "Making of Director's Cut" también acompañó a la película. La fecha de lanzamiento del DVD fue pospuesta hasta el 30 de noviembre de 2004. El 30 de septiembre de 2008 la versión del director fue lanzado en formato Blu-ray. El lanzamiento en DVD de la versión del director retiro el material extra incluido en el estreno de la versión de cine en DVD, pero fue restaurado por el lanzamiento de Blu-ray (aunque la versión Blu-ray sólo contiene la versión del director).
Uno de los mayores cambios en la película fue la adición de una trama secundaria que implica a un drogadicto interpretado por Coolio. Si bien este argumento secundario faltaba en la versión teatral de la película, que está presente en la novela de Greg Cox, publicada en 2003.
Kevin Feige ha comentado esta versión de la película, en la creencia "las personas que tenían otras opiniones [de Daredevil] serán conquistados por esta nueva versión." El revisor de Empire Danny Graydon parecía reafirmar esta opinión al considerar esta versión una "considerable mejora con respecto a la versión original," sobre todo prefiriendo los matices más violentos, el menor énfasis en el romance, y el enfoque de igualdad de Daredevil y su alias el abogado Matt Murdock y la trama secundaria que implica Coolio. Sin embargo aún permanecían algunas quejas, Graydon sintió que Affleck no se ajustaba a sí mismo en el traje de Daredevil, y que Michael Clark Duncan como Kingpin se hizo central de una manera más superior. IGN Jeff Otto y Andy Patrizio también consideran este versión una mejora sobre el original. Sintieron que esta versión era más fiel a la sensación de Frank Miller del mundo de Daredevil, con más énfasis en temas como la lucha de Murdock con su educación católica. En general se sentían que la película sería mucho más agradable para los fanes, y en general mejor que el estreno en cines.

## Recepción
Rotten Tomatoes le da una puntuación de 45% de aprobación, con una calificación de 5.2/10; sobre la base de una suma de 214 reseñas comentando que la película es aceptable si y con entretenimiento, Ben Affleck se ajusta al papel, pero la película no está a la par con las recientes películas de superhéroes. IMDb y Metacritic le dan una puntuación de 5.4/10 y 42/100 respectivamente.